# 특별수사본부 배태옥 사건
"특별수사본부 배태옥 사건"은 한국에서 제작된 이원세 감독의 1973년 영화이다. 신일룡 등이 주연으로 출연하였고 한갑진 등이 제작에 참여하였다.

## 출연

### 주연
- 신일룡
- 윤소라
- 이대엽
- 하명중